# Men In the City
Men In the City (Männerherzen) è un film del 2009 diretto da Simon Verhoeven.

## Trama
Le vite di cinque berlinesi ruotano attorno alla stessa palestra che frequentano e hanno in comune problemi con il genere femminile. Un playboy con moltissime ragazze ma infelice che lavora in una casa discografica, un precario che vuole aprire una catena bio fast food e scopre che la fidanzata aspetta un bambino, un pubblicitario che tradisce la fidanzata pochi giorni prima di sposarsi, un burocrate goffo con le donne e un macchinista della metropolitana che non accetta la separazione dalla moglie.

## Distribuzione
In Italia è stato distribuito in televisione nel 2011, sul canale Sky Cinema.